# 化学尾迹阴谋论

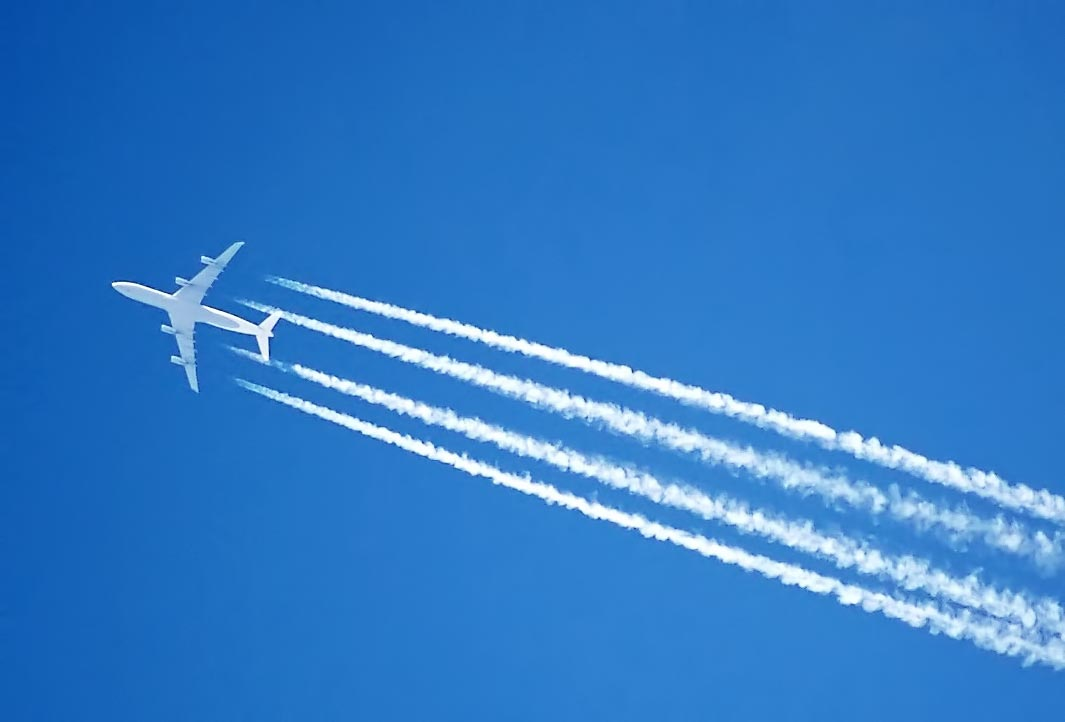
一架高空飞行的喷气式发动机遗留下飞机云。

化学尾迹阴谋论（英語：Chemtrail Conspiracy Theory）是长效的凝结尾迹的虚假断言。支持者称这种尾气由高空飞行的航班遗留在天空中，含有生化武器成分，出于不可告人的故意喷洒。理论支持者认为，普通的尾迹耗散速度相对较快，不能耗散的尾迹必定含有额外物质。同意者认为，化学释放的目的可能是控制太阳辐射、改造天气、操纵心理、控制人口，或是生化战争，而尾迹可能会引起呼吸系统疾病及其他健康问题。
科学界严词批评这种理论。这些由水组成的普通尾迹由特定大气层条件下的高空飞行飞机留下。虽然支持者尝试证明化学喷洒确有其事，然而他们的分析一直是错误，或是建基于各种误解。由于针对政府参与的阴谋论和问题一直存在，全世界的科学家和政府机构一直在反复解释称这种所谓的化学尾迹实际上是普通的尾迹。
一词是和的混成词，如同是和的合成。

## 历史

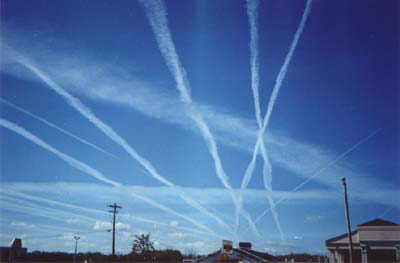
常见的并流飞机云。

化学尾迹阴谋论出现在1996年美国空军发布一份关于天气改造的报告之后。报告出炉后，美国空军在20世纪90年代后期被指责从飞机“向美国民众散播神秘物质”，“形成不寻常的尾迹样式”。这些理论由理查德·芬克（Richard Finke）和威廉·托马斯（William Thomas）等人在网络论坛发布，于1999年起由深夜电台节目主持人亚特·贝尔讨论。随着说法的不断传播，联邦官员被大量愤怒民众打来的电话和发来的信件淹没。
2000年，美国国家环境保护局、美国联邦航空管理局、美国国家航空航天局和美国国家海洋和大气管理局四部门共同回应，试图消除谣言。化学尾迹的许多信奉者将情况说明书解释成政府掩盖尾迹存在的进一步证据。环境保护局又在2015年更新了文件。
2000年初，美国空军发布了一份未注明日期的情况说明书，表示阴谋论是一场恶作剧，部分源自于美国空军大学于1996年起草的战略文件《作为力量倍增器的天气：2025年呼风唤雨》（Weather as a Force Multiplier: Owning the Weather in 2025）。这份文件是为了响应到2025年维持美国军事影响力，概述日后建立策略性天气改造系统的军事指令而提出的，是“未来情况或情景的虚构展示”。2005年，空军进一步澄清，该文件“不反映目前的军事策略、实践或能力”，“未来没有开展任何天气改造系统试验或计划的计划。”此外，空军表示化学尾迹恶作剧持续遭受调查，并受到众多权威高校、科研组织或主流媒体的驳斥。
主流媒体鲜有报道该阴谋论，如果被报道，通常会被看成是反政府偏执狂的象征。比如，2013年，中情局、美国航空航天局与海洋和大气管理局公开宣布资助国家科学院开展利用地球工程对抗全球变暖的方法研究，《国际财经时报》撰文预测，“政府部门但凡想设法控制或操纵天气，便会遇到审查和对恶意阴谋论的恐慌”，提到化学尾迹阴谋论便是例子。

## 阐述
理论的支持者会拿着对天象的自我解读、在互联网上发布的视频和政府计划报告支持他们的理论，对所谓阴谋论及其效果的目的有一定的信仰，并有所行动。

### 解释证据
化学尾迹阴谋论支持者表示，由于持续时间较长，化学尾迹可以和一般尾迹区别开，声称化学尾迹指那些由飞机遗留下来的尾迹，最长维持半天或转变成卷云状。支持者表示，1995年后尾迹的化学成分有所改变，在空中维持得更长，不过他们没能确认第二次世界大战时期照片中的长效尾迹证据。
支持者将尾迹形容成持续几个小时的期间气流，其纵横交错、网格状或平行状的条纹最终融汇，形成大块的云。他们将单个区域的天空轨迹，或是在非典型高度或地点飞行的无标记或军用飞机留下的交错轨迹中的气流存在肉眼可辨的颜色光谱，看成是化学尾迹标记。
飞行测试时安装在航班乘客空间的圆桶照片据说展现了气溶胶分散系统。圆桶实际上是用来模拟乘客或货物重量的，装满了水，水在各个桶之间泵动，测试了航班飞行时不同的重力中心。
吉姆·马尔斯引用了路易斯安那州一家电视台2007年的一篇报道，说是化学尾迹的证据。报道指，对所谓化学尾迹交叉线下方空气的测量显示钡含量超出安全水准，为百万分之6.8，是美国国家推荐限额的三倍。然而，随后对视频的分析显示，设备被错误使用，读數被夸大了100倍，实际上测到的钡水平平常且安全。
2014年5月，一则商业客机降落在被称为化学尾迹散射的雾天中的视频在网络上疯传。探索新闻指出，乘客们坐在机翼后，清楚地看到没有东西被喷洒，谣言不攻自破，所谓的化学排放其实是机翼造成的正常空气阻断，由于大雾而清晰可辨。2014年10月，英国人克里斯·博维（Chris Bovey）拍摄了一则从布宜诺斯艾利斯飞往伦敦的航班应急放油减轻重量，为在圣保罗急降做准备的视频。视频被指是化学尾迹的证据，在Facebook疯传，播放量超过300万次，共有5.2多万次的分享。他后来解释，之所以发布这个视频，是想捉弄迷信意识控制计划的人们，不料后来被许多阴谋论信仰者的恶意滥用、威胁 。
这些化学品又被认为是钡和铝盐、聚合物纤维、钍或碳化硅。化学尾迹信仰者解释，人工降雨计划存在和地理工程学研究是阴谋论的证据。

### 信仰
化学尾迹阴谋论的多个版本一直藉由网络和电台节目传播，致力于该理论的网站因符合对政府的深度怀疑，尤为受到反政府团体的青睐。
2014年的一篇论文展现了针对20家化学尾迹网站的评测结果，发现信奉者们虽在一些理论中诉诸于科学，却不相信学术界或政府雇佣的科学家们的说法，科学和联邦机构一致否认化学尾迹存在，解释称天空痕迹不过是长效的尾迹。论文还认为，信奉者们普遍认为，化学尾迹是全球性阴谋论的证据，他们声称其目标包括利益（比如操纵期货价格或使民众患病以造福药企）、人口控制或武器试验（将天气用作武器或测试生化武器）。其中一个观点是，云层被播种上导电材料，在高频主动式极光研究计划主导的大规模电磁超级武器计划之内。他们表示，化学尾迹有毒，普遍认为每个人正遭受攻击，自己也经常感到恐惧、疲惫、悲伤和愤怒。
2011年在美国、加拿大和英国展开的一项研究表明，2.6%的样本完全相信该阴谋论，14%半信半疑。2016年合作国会选举研究的分析则显示，3.6万名受访者中，9%认为“政府实施秘密计划，利用飞机将有害化学品投入空中”“完全是真的”，19%认为“有点真”。

### 行动
信奉者经常将他们的经历说成是类似于宗教性的转化过程。当他们“觉醒”，“意识到”化学尾迹存在，经历激励他们去进行各种形式的倡导。例如，他们经常出现在地理工程学的活动和会议上，向地理工程学界的学者发去威胁。
2001年，美国国会议员丹尼斯·库辛尼奇为回应选民诉求，拟定（但没有签署）法案编号H. R. 2977（第107届）2001年太空保护法案（Space Preservation Act of 2001），永远禁止在太空中使用武器，将化学尾迹列为将被禁止的“异国武器”。支持者将这一对化学尾迹的明确提及，解读成政府承认其存在。怀疑论者指出，质询中的法案提到“外形武器”和“环境、气候或构造武器”。法案受到美国国防部的不利评价，最终死在委员会手上，之后库辛尼奇三次尝试制定太空保护法案未果，文本均没有提及化学尾迹。
2003年，在回应担忧的加拿大公民有关“空中喷洒时使用的化学品危害加拿大人民健康”的请愿时，下议院执政党首席议员表示“没有确凿证据在科学上或其他方面证明加拿大领空有高海拔喷洒作业进行。‘化学尾迹’一词是流行表述，但没有科学证据能证明它们存在。”首席议员表示“我们相信请愿人看到的是普通飞机冷凝迹或凝结尾迹。”
2005年，英国环境、食品和乡村事务部国务大臣被问到“部门对飞机化学尾迹的污染效果开展了怎样的研究时”回应称“没有研究过飞机的化学尾迹，它们是未经科学确认的现象”，目前正开展工作是想了解“尾迹形成的手法及其对大气层的影响。”
部分信奉者认可曾设计“破云器”管道设备的威廉·赖希的概念。赖希表示，该装置能影响天气，消除大气中的有害物质。信奉者于是自行搭建破云器，装满晶体和金属屑，指向天空，尝试消除化学尾迹。有时他们会采集样本进行检测，而不信赖政府或学术研究室的报告，不过他们的实验通常错漏百出，譬如利用盖子是金属的罐子收集会污染样品、样品在试验中没有充分反应。

## 尾迹

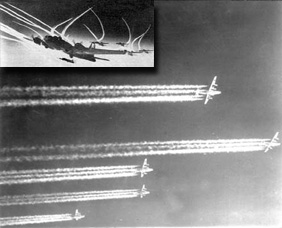
20世纪40年代初的螺旋桨驱动飞机制造的飞机云。

凝结尾迹，俗称飞机云，是“由高空飞行的航天器制造的冷凝水蒸气条纹”，属活塞和喷气引擎在高海拔正常排放水蒸气后凝结成可见云的结果。当引擎喷出的湿热空气混上了周围的较冷空气时便会形成。飞机云消散的速度完全取决于天气状况及海拔。如果大气接近饱和，尾迹可能会维持一段时间。相反，如果大气干燥，尾迹会迅速消散。

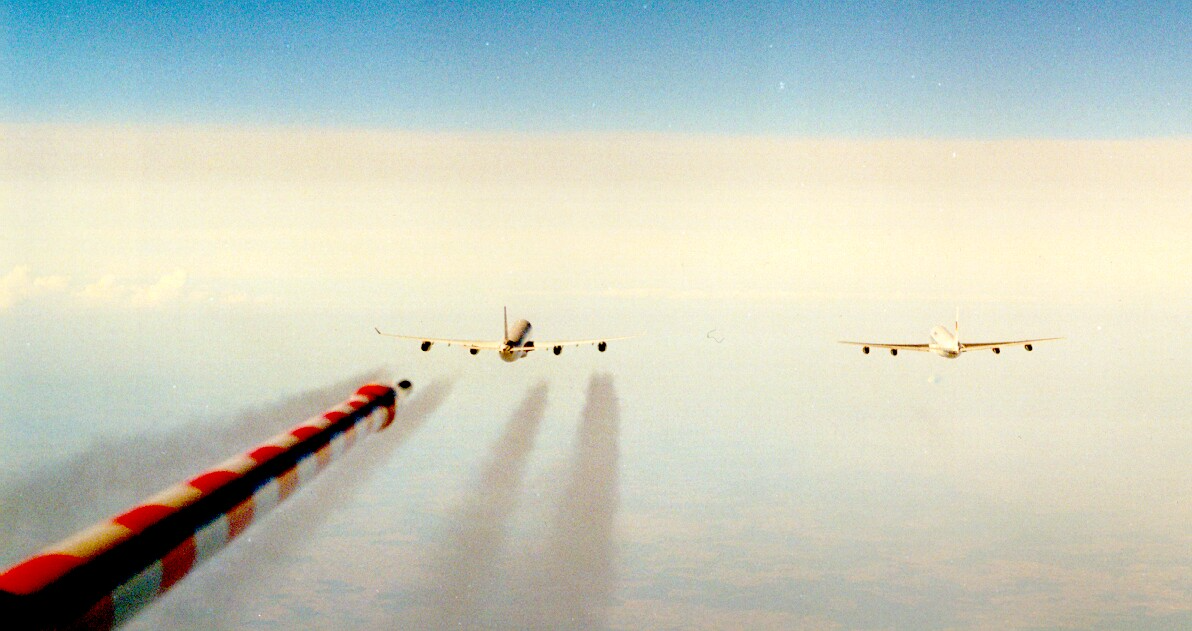
空中客车A340（右）和更老旧的波音707（左）进行飞机云测试。

大气科学家普遍认为，飞机云可持续数小时，对于它们扩散成卷云是完全正常的特征。飞机云中大小不一的冰晶以不同的速度散落，使得飞机云垂直扩散。之后，高度（风切变）之间的风速差异使得飞机云在空中扩散至数英里/公里。该机制类似于钩卷云的形成。7600到12200米之间的飞机云一般合并成“几乎实体”的交错状。飞机云可以横向扩展数公里，在空中交通畅顺的情况下完全笼罩住天空，增加单个飞机云的冰块收支，持续数小时。
大气现象专家表示，化学尾迹并不存在，其所谓的特点，实际上是飞机所处高度日光、温度、水平及垂直风切变和湿度等各方面产生的结果。在美国，国家空域系统飞行航线的网格性质往往会造成飞机云交叉，总的来说，从地面上看出重叠的飞机云是否处于相似高度很困难。美国国家航空航天局、环境保护局、联邦航空局及海洋和大气局2000年为回应对化学尾迹的忧虑而共同出版的情况说明书详述了飞机云形成的科学理据，概括飞机云对温度和气候产生的已知和潜在影响。空军也同样制作情况说明书，表示自1953年以来这些飞机云现象一直受到观察和分析。它还将理论认定为恶作剧，反驳化学尾迹存在的证据，更为直接地否定假说。
国家航空航天局兰利研究中心的大气科学家帕特里克·明尼斯（Patrick Minnis）在接受《今日美国》采访时表示，逻辑没给大多数支持者浇上冷水：“如果你打算牵制住这些人，就会是‘好吧，你也不过是阴谋论的参与者’”。
用于气候工程的商用飞机轨道分析表明这些理论一般是不准确的。
天文学家鲍勃·布伦南认为化学尾迹阴谋论是奥卡姆剃刀错误使用的经典例子，他在2009年写道，阴谋论网站不认可尾迹是由凝结水汽组成的“简单答案”，“认为这一现象只不过在十年前才出现，当中涉及4万名商业飞行员和空中交通管制员正密谋毒害自己的孩子的邪恶计划。”
2016年的一项研究调查了77名大气科学家，得出“77名参与这项研究的科学家中，76名表示没有大规模秘密大气计划的证据，引用为证据的数据可以通过其他因素来解释，例如典型飞机云的形成，还有有关网站拙劣的数据采样指南”的结论。

## 延伸阅读
- Talbot, Margaret. . The Guardian (London). 2002-08-30  [2018-03-31]. （原始内容存档于2021-02-10）.
- "'Chemtrails' not real, say leading atmospheric science experts" （页面存档备份，存于）, Carnegie Institution for Science
- "Lake Oroville Runoff Enhancement Project" Final Report （页面存档备份，存于） submitted to California Dept. of Water Resources Division of Operations and Maintenance (September 1995); published by US Department of the Interior's Bureau of Reclamation Technical Service Center, River Systems and Meteorology Group.

Abstract: "Bureau of Reclamation cooperated with California Department of Water Resources to design and implement a snowpack augmentation program to increase runoff to Oroville Reservoir. The program involves collection of data to document physical processes leading to increased precipitation. This report summarizes main results from 3 yr of in-situ physical studies and statistical analysis of precipitation data collected during 87 randomized seeding cases. Liquid propane released from high elevation sites has proven to be a viable, reliable method of seeding wintertime clouds in the Sierra Nevada."